# Pambia jezik
Pambia jezik (ISO 639-3: pmb; apambia), nigersko-kongoanski jezik iz Demokratske Republike Kongo. Govori ga oko 21 000 ljudi (1982 SIL) na sjeveru provincije Orientale (Haut-Zaïre, Haut-Congo).
Pripada ubanškoj skupini jezika a zajedno s jezikom barambo čini zandeansku podskupinu barambo-pambia.

## Vanjske poveznice
- Ethnologue (14th)
- Ethnologue (15th)